# Remigia repandoides
Remigia repandoides là một loài bướm đêm trong họ Erebidae.